# Закарпатський угорський інститут імені Ференца Ракоці II
Закарпа́тський уго́рський інститу́т і́мені Фе́ренца Рако́ці ІІ (угор. II. Rákóczi Ferenc Kárpátaljai Magyar Főiskola) — вищий навчальний заклад ІІІ рівня державної акредитації, створений у Берегові (Закарпаття) 1996 року. Єдиний в Україні угорський педінститут.
Навчальний корпус розташований у приміщенні колишнього Палацу комітатського суду, корпус якого збудували усього за два роки. У 1907 році, після оголошеного урядом королівської Угорщини конкурсу, був обраний проект архітектора Міклоша Ібла — у стилі французького бароко. Протягом наступних двох років (1908—1909) проект був реалізований. В радянський час у історичній будівлі ненадовго розмістили казарму, а потім, надовго, «Завод точної механіки». На початку незалежності в частині палацу розміщувались кілька адміністративних установ, згодом ще й дитяча бібліотека.
Формування інституту відбулося за великої спонсорської допомоги з Угорщини. Іменем кожного спонсора були названі 77 інститутських аудиторій.
2002 року відкрили студентський гуртожиток.
Президент інституту — Ілдика Орос.
Ректор інституту — д.філ.н., проф. Степан Черничко

## Структура інституту
Кафедри
- Кафедра історії та суспільних дисциплін
  -     - Спеціальність: 014 "Середня освіта (Історія)" - ОКР "бакалавр"
    - Спеціальність: 291 Міжнародні відносини, суспільні комунікації та регіональні студії - ОКР "бакалавр"
    - Спеціальність: 032 "Історія та археологія" - ОКР "магістр"
- Кафедра педагогіки та психології
  -     - Спеціальність: 012 "Дошкільна освіта" - ОКР "бакалавр"
    - Спеціальність: 013 "Початкова освіта" - ОКР "бакалавр"
    - Спеціальність: 013 "Початкова освіта" - ОКР "магістр"
- Корпус філології ім. Іштвана Котюка
  - Відділення угорської філології
    - Спеціальність: 014 "Середня освіта (Мова і література (угорська))" - ОКР "бакалавр"
    - Спеціальність: 032 "Філологія (угорська)" - ОКР "магістр"

  - Відділення української філології
    - Спеціальність: 014 "Середня освіта (Мова і література (українська))" - ОКР "бакалавр"
    - Спеціальність: 032 "Філологія (українська)" - ОКР "магістр"

  - Відділення англійської філології
    - Спеціальність: 014 "Середня освіта (Мова і література (англійська))" - ОКР "бакалавр"
    - Спеціальність: 032 "Філологія (англійська)" - ОКР "магістр"

  - Відділення німецької філології
    - Среціфльність: 014 "Середня освіта (Мова і література (німецька))" - ОКР "бакалавр"[3]
- Кафедра математики та інформатики
  -     - Спеціальність: 014 "Середня освіта (Математика та інформатика)" - ОКР "бакалавр"
    - Спеціальність: 014 "Середня освіта (Математика та інформатика)" - ОКР "магістр"
    - Спеціальність: 014 "Середня освіта (Інформатика)" - ОКР "бакалавр"
- Кафедра біології та хімії
  -     - Спеціальність: 014 "Середня освіта (Біологія та здоров'я людини)" - ОКР "бакалавр"
    - Спеціальність: 091 "Біологія" - ОКР "магістр"
    - Спеціальність: 014 "Середня освіта (Хімія)" - ОКР "бакалавр"
    - Спеціальність: 014 "Середня освіта (Природничі науки)" - ОКР "бакалавр"[3]
- Кафедра географії та туризму
  -     - Спеціальність: 014 "Середня освіта (Географія)" - ОКР "бакалавр"
    - Спеціальність: 242 "Туризм" - ОКР "бакалавр"
    - Спеціальність: 014 "Середня освіта (Географія)" - ОКР "магістр"[4]
- Кафедра економічних дисциплін
  -     - Спеціальність: 071 "Облік і оподаткування" - ОКР "бакалавр"
    - Спеціальність: 071 "Облік і оподаткування" - ОКР "магістр"
    - Спеціальність: 072 "Фінанси, банківська справа та страхування" - ОКР "бакалавр"[3]

Спеціальності коледжу ЗУІ ім. Ф. Ракоці ІІ
- Дошкільна освіта
- Прикладна математика
- Туризм
- Облік і аудит
- Соціальна робота

Неакредитовані спеціальності в Україні
- Публічне управління та адміністрування – Ньїредьгазький університет
- Садівництво – Університет імені святого Іштвана
- Сільськогосподарська інженерія – Університет імені святого Іштвана
- Харчові технології – Університет імені святого Іштвана
- Медсестринська справа – Дебреценський університет
- Комп'ютерна інженерія – Дебреценський університет
- Економічна кібернетика – Дебреценський університет
- Соціальна педагогіка – Дебреценський університет
- Катехит (протестантський) – Реформатська академія теології м. Шарошпоток, а також Берегівський професійний коледж імені Яна Кальвіна.
- Катехит (католицький) – Греко-католицький релігійний коледж імені Афанасія Великого у м. Ніредьхаза, а також Берегівський Греко-католицький професійний коледж імені Елемера Ортутаї, який заснував 2020 року священик Іштван Мароші, та Римо-католицький професійний коледж Святого Геллерта в Радванці.
- Викладач угорської мови як іноземної – Університет імені Гашпара Каролі
- Акторське мистецтво – Капошварський університет

Навчальний відділ
- Центр перед- та післядипломної освіти

Науково-дослідні центри
- Інститут імені Тиводара Легоцького
- Інститут імені Антала Годинки
- Природознавчий Наукового-дослідницький інститут ім. професора Іштвана Фодора старшого
- Закарпатський угорський колегіум імені Ілони Зріні

Гуртожиток імені Ференца Келчеі
Інформаційний центр
- Центр інформатики імені Тіводора Пушкаша
- Бібліотека імені Яноша Апацаї Чере

Центр культури
- Виставочний зал імені Імре Рейвеса
- Виставочний зал імені Арнольда Гросса
- Музей текстилю імені Каталіни Полоні
- Кіноклуб

На базі інституту, крім кафедр, у 1999 році були створені науково-дослідні центри. Найголовніші дослідницькі програми інституту спрямовані на вивчення вживання угорської мови в регіоні, історії краю, а також на дослідження міжетнічних відносин.
В інституті діє кілька виставочних залів, де проводяться сезонні та постійні виставки художників і художників-декораторів.
Бібліотека нараховує понад 50 тисяч екземплярів наукової та художньої літератури.
СамодіяльністьІнститут має хор та танцювальний гурток.

## Видавнича діяльність
Наукові публікації викладачів і студентів друкуються у збірнику під назвою «Acta Beregsasiensis».

## Колишні ректори ВНЗ
Шовш Калман Калманович - кандидат історичних наук
Сікура Йосип Йосипович - доктор біологічних наук
Орос Ілдіка Імріївна - кандидат педагогічних наук

## Випускники
- Тимощук Михайло Петрович (1987—2014) — старший лейтенант Збройних сил України, учасник російсько-української війни.